# أكاديمية إيفانو فرانكوفسك الطبية
جامعة إيفانو - فرانوفيسك(بالأوكرانية:Івано-Франківської медичної академії університет):-
تفكك الاتحاد السوفيتي وكسب استقلال أوكرانيا تسبب التغييرات الأساسية ذات الأولوية في فرع من نظام التعليم العالي في توسيع الصلات مع الشركاء الاجانب و التدريب من الأطباء المؤهلين. ايفانو – فرانوفيسك الدولة بدأت الجامعة الطبية لتدريب الطلبة الاجانب في عام1992. في ذلك الوقت هنا درس مواطني روسيا، رومانيا، باكستان، والكاميرون. وخلال عشر سنوات مبلغ من الطلاب الاجانب لا يتعدى عدد والعشرين. وقد اشترط بعض أسباب موضوعية. في زمن الاتحاد السوفياتي ايفانو - فرانوفيسك المنطقة كانت مغلقة لزيارة مجانية للمواطنين اجانب. ولكن أوكرانيا المستقلة الجديدة بوصفها البلد الشهير للخدمات التعليمية على السوق العالمية. في 2006 كان يوجد 2007 656 مواطنين اجانب من مختلف البلدان على دراسة كلية. لدى الأكاديمية طلاب من الأردن، وبلغاريا، ماليزيا، العراق، سوريا، فلسطين، السعودية، الهند، إسرائيل، روسيا، كندا، لاتفيا، لبنان، وناميبيا، ومصر، وباكستان، تنزانيا، تونس، تركيا، تركمانستان.
اليوم ايفانو - فرانوفيسك الطبية جامعة بين ست مؤسسات التعليم الطبي العالي في أوكرانيا، التي هي من الشهادات المعترف بها في الأردن، وفلسطين وغيرها من البلدان الشرقية. 
ثم أكثر 50 كراسي وتوفير دورات العملية التعليمية. إدارة التحضيريه تأسست في 2003.المرخصه مبلغ من الطلاب هو 300 شخصا. الدراسة التي اجريت في اثنين من الملامح: الطبية - البيولوجية والهندسة التقنية.
وهناك ثلاث مراحل للدراسة في ايفانو – فرانوفيسك الدولة الطبي الجامعي:

## الطبي الجامعي
1. - الدراسة الجامعية. ومن دراسة اللغة الأساسية ومجالات الدراسة.
2. - دبلوم الدراسة على هذا النحو في تخصصات الطب العام، طب الاسنان، طب الأطفال، والصيدلة، والحضانة.
3. - الدراسات العليا (ماجستير "دا درجة دورات السريريه الداخلي، ودراسة عليا).
في أول AG Shevchuk، مرشح الطب، أستاذ مساعد، SF Kobets، مرشح الطب، أستاذ مساعد، هي المسءوله عن الطلاب الاجانب "التدريب.. 2002 s.v. فيدوروف، مرشح الطب، أستاذ مساعد هو رئيس الإدارة.
مع مراعاه النظر اليورو - دمج العمليات في بلدنا بما في ذلك التعليم، ومنذ عام 2004 تم تقديم الدراسة باللغة الانكليزيه. عنصر هام من عناصر العملية التربويه هو الثقافية واوقات الفراغ. مكتب رئيس الجامعة لخلق ظروف ممتازة في الذهاب لهواة الرياضة وعروضه. كل سنة لديهم كلية كرة القدم - بطولة الهواة أداء الجمعيات الوطنية.
الحديثة والمختبرات وقاعات المحاضرات، المكتبة، مع الطبقات الحاسوب بالإنترنت، جمنازيوم مع معدات التدريب، ا - بركة للسباحه، وبقية المخيم على البحر الأسود وفي جبال الكاربات في وزارة الخارجية طالبا "الخدمة. جميع الحقوق والحريات مضمونة إلى الطلاب الاجانب وفقا لقانون أوكرانيا والنظام الأساسي للجامعة.
تتكون عمادة كلية الطلاب الاجانب من:
عميد—سيرجي فيودرف، وهو مرشح للعلوم الطبية، أستاذ مساعد.
نائب عميد كافين فاسيلي، والمرشح للعلوم الطبية، وأستاذ مشارك؛
-- تشيريبنكو ايغور فيتاليفيش، مساعد؛
-- سولومتشاك دميتري بوقدانوفيش، المرشح للعلوم الطبية، مساعد.
مكتب—مديري: -- شولقا اينا فلوديميروفا—كبار المترجمين؛
-- زوبوك زوريانا ميروسلافينا

## تعليمات عامة
حولى قبول الاجانب والاشخاص بدون الجنسية للدراسة في أوكرانيا
1.مسائل عامة
1.1.تعتبر هذه التعليمات الزامية لجميع مؤسسات التعليم العالي لأوكرانيا بغض النظر عن تبعيتها وشكل الملكية.
2.1ان هذه التعليمات لا يسرى مفعولها على الأجانب الذين يقيمون في أراضي أوكرانيا بشكل دائم ومتاسويين مع مواطني أوكرانيا في حق دخول المؤسسات التعليمية.
3.1 يتحصل الأجانب على التعليم عن طريق الدراسة وقت النهار إذا لم تقتض الاتفاقيات الدولية لأوكرانيا بخلاف ذلك.
4.1 يتم قبول الأجانب للتعليم من قبل المؤسسات التعليمية التي توجد لديها رخصة للقيام بالنشاط التعليمي المطلوب.
5.1 يتم قبول الأجانب للدراسة في المؤسسات التعليمية العليا من دون أي تحديد من حيث الجنس ولون الجلد وميولهم السياسية والدينية وغيرها من الميول والذكر والأنثى والأصل الجنسي والاجتماعي والوضع من حيث الممتلكات ومكان الإقامة واللغة وغيرها من مواصافات أخرى.

## أسس القبول
2.1 يتم قبول الأجانب للتعليم على أساس ما يلي:
- الاتفاقيات الدولية لأوكرانيا.
- برامج عامة للدولة.
- الاتفاقيات الموقعة بين المؤسسات التعليمية العليا والأشخاص الأعتباريين والأشخاص الفيزيائيين.

## أنواع التدريب
يمكن لمواطني الدول الأجنبية ان يتعلمو في أوكرانيا في المؤسسات التعليمية التالية:
- مؤسسات وكليات التعليم المهني التقني.
- مؤسسات التعليم العالي.
- دورات المرشح للدكتوراه والدكتوراه في مؤسسات التعليم العالي والمؤسسات العلمية.
- المؤسسات التعليمية لتطوير الدراسات بعد الحصول على شهادة التعليم العالي.

## شروط القبول
- تقوم المؤسسات التعليمية العليا بقبول الأجانب من ذوي شهادة التعليم المتوسط الكامل.
- الأجانب الذين سبق لهم ان يتعلمو ا في المؤسسات التعليمية العليا لدول أخرى يتم قبولهم لمواصلة التعليم العالي في أوكرانيا على أساس وثائق تبرهن على مستوى تعليمهم الاختباري المستكمل. اما الأشخاص الذين ليس لهم أي مستوى تعليمي فيتم قبولهم للدراسة في أوكرانيا وفقا لمتطلبات هذه التعليمات العامة.
- إن الأجانب الذين قد تحصلوا على شهادة التعليم العالي الكامل والذين عبروا عن رغبة وعرضو على النشاط العلمي والأبحاث يتم قبولهم لدراسة المرشح للدكتوراه والدكتوراه في المؤسسات التعليمية العليا والمؤسسات علمية.
- الأجانب من ذوي شهادات التعليم العالي الكامل يمكن قبولهم لدورات التطور المهنى بعد التخرج.

## المتطلبات الخاصة بالحالة الصحية
- تقبل المؤسسات التعليمية العليا للدراسة الأجانب الذين يتمتعون بصحة جيدة بالفعل والذين ليست لهم اية شروط تمنعهم من الإقامة في الظروف المناخية للأوكرانيا من الدراسة في التخصص المختار.

## قائمة الوثائق وكيفية تقديمها
1. يجب على الأجانب الذين ترسحوا للدراسة في أوكرانيا ان يتقدمو الوثائق التالية:
  1. كتابة الاسبفسارات والاجابات من نموذج مقرر.
  2. نسخة من الوثيقة التي تبرهن على مستوى التعليم وعلامات التقدير في المواد الدراسية (درجات).
  3. وثيقة تثبيت عدم وجود مرض انعدام الوقاية الذاتية إذا لم تقتض الاتفاقيات الدولية لأوكرانيا بخلاف ذلك.
  4. شهادة طبية تدل على الحالة الصحية على أن تكون مصدقة عليها من قبل جهة متخصصة رسمية للبلد الذي وصل منها الأجنبي وعلى أن يكون تاريخ إصدارها لا يزيد على شهرين قبل دخوله أوكرانيا للدراسة.
  5. شهادة التأمين التي تغطي تقديم المساعدة الطبية العاجلة (بأستثناء الأجانب الذين قدموا من الدول التي تعاقدت مع أوكرانيا بخصوص تقديم مساعدات طبية مجانية).
  6. نسخة من وثيقة الميلاد.
  7. عدد 6 صور شخصية من مقياس 6 في 4 سم.
2. الأشخاص الذين يتقدمون بطلب الدراسة لمرشح الدكتوراه يجب عليهم ان يضيفوا إلى ما تم ذكره نص مختصر الدراسات أو كشف المقالات الدراسية المطبوعة والتي صدقة عليها رسميا من قبل مدير المؤسسة التعليمية أو المؤسسة أو المنظمة التي يعمل فيها المرشح مع الأشارة إلى مكان الطباعة.

اما التقدم لطلب الدراسة للدكتوراه فأنهو يشترط بتقديم الوثائق الأضافية التالية:
1. 1. الخطة الموضوعية لدراسات الترشيح لشهادة الدكتوراه في العلوم.
  2. نسخة من شهادة منح درجة المرشح للدكتوراه.
2. جميع الوثائق الرسمية المطلوبة اعلاه يجب أن تحرر باللغتين الأوكرانية والروسية أو الأنجليزية.الأشخاص الذين يتقدمون بطلب الدراسة على أساس اتفاقيات دولية أو برامج عامة للدولة يتم ارسالها عن طريق المؤسسة الديبلوماسية لدولتهم في أوكرانيا إلى عنوان وزارة التعليم والعلوم لأوكرانيا قبل 30 يونيو لكي يتمكنو من الالتحاق بدورة الدراسة للمرشح للدكتوراه أو الذكتوراه أو دورة التدريب المهني وقبل 30 مايو للالتحاق بمؤسسات تعليم آخر ان لم تقتض الاتفاقيات الدولية لأوكرانيا بخلاف ذلك اما الوثائق التي تسلم بعد المواعيد المذكورة فأنها يتم النظر فيها بغرض اتخاذ قرار حول الدراسة في العام المقبل فقط.

ان الأشخاص الذين يأتون للدراسة بموجب العقود والاتفاقيات التي توقع عليها المؤسسات التعليمية العليا مع يقدمون وثائقهم للمؤسسات التعليمية مباشرة.
قبول الأجانب للدراسة بموجب الاتفاقيات الدولية والبرامج العامة للدولة والاتفاقيات الموقعة بين المؤسسات التعليمية العليا والأشخاص الأعتباريين والفيزيائيين
يتم قبول الأجانب للدراسة بموجب الاتفاقيات الدولية والبرامج العامة للدولة والاتفاقيات الموقعة بين المؤسسات التعليمية العليا والأشخاص لأعتباريين والفيزيائيين وفقا للنظام المحدد بالتعليمات العامة حول قبول الأجانب والأشخاص بدون الجنسية للدراسة في أوكرانيا والمصدقه بقرار مكتب الوزراء رقم1238 من تاريخ 5 سبتمبر عام 1998.

## شروط التعليم والتأمين المادى
1. يتحصل جميع الأجانب على شهادات الدراسة في أوكرانيا بشروط تعويض أن لم تقتض القوانين المعمول بها في أوكرانيا والاتفاقيات الدولية لأوكرانيا بخلاف ذلك.
2. يحدد قرار مكتب الوزراء لأوكرانيا المؤرخ ب26 فبراير1993 رقم 136 أدنى اجرة مقابل الدراسة كما يلي:

- الكلية التحضيرية - 1000 دولار أمريكي
- الكلية الأساسية - 1500 دولار أمريكي
- دراسة المرشح للدكتوراه - 2500 دولار أمريكي
- الدورة التدريبية - 300 دولار أمريكي شهريا.

1. أن الأجانب الذين يدرسون في أوكرانيا بموجب الاتفاقيات الدولية والبرامج العامة للدوله يتمتعون بنفس الحقوق للطلاب الأوكران في استخدام قاعات الحصص وصالات القراءة والمكاتب والملاعب المجمعات الثقافية وتعطى لهم أماكن في مجمعات السكن للطلاب أن لم تقتض الاتفاقيات المناسبة والبرامج بخلاف ذلك.
2. أما شروط الدراسة والسكن لغيرهم من الأجانب فأنها تحدد باتفاقيات مناسبة (عقود).
3. لاتتحمل المؤسسات التعليمية أية تكاليف ولاتلتزم بأية التزامات أخرى تتعلق بإقامة أقارب الطلاب ألأجانب في أوكرانيا.
4. أن الأجانب الذين يدرسون في أوكرانيا بموجب الاتفاقيات الدولية والبرامج العامة للدوله يجوز لهم أن يتحولوا من مؤسسة تعليمية إلى مؤسسة تعليمية أخرى في أراضي أوكرانيا في نهاية عام دراسى على أساس قرار تصدره وزاره التعليم والعلوم لأوكرانيا، بينما يقوم الفأت الأخرى من الأجانب بمثل هذا التخول على أساس اتفاق كتابي بين المؤسسات التعليمية العليا المعنية.

## العام التحضيرى (تعليم اللغة)
1. أن الطلاب (باستثناء مرشحي الدكتوراه وطلاب الدورات التدريبية) الذين لايتكلمون بللغه الأوكرانية أو بلغة أخرى مقررة للدراسة يلتحقون بالكليات التحضيرية (الأقسام التحضيرية) التابعة للمؤسسات التعليمية العليا المخصصة لأجانب لمدة عام واحد وفقا لنتائج الاختبار. يمكن للأجانب إذا ما رغبوا أن يستمروا في الكلية التحضيرية (القسم التحضيرى) لمدة عامين على شرط أن يدفعوا حق الدراسة سنويا بموجب قراز مكتب الوزراء لأوكرانيا رقم 136 من تأريخ 26 فبراير عام 1993 حول تعليم الأجانب في أوكرانيا.
2. يتعلم الأجانب في الكلية التحضيرية (القسم التحضيرى) اللغة الأوكرانية وتأريخ أوكرانيا ومادة الدول الأخرى والرياضيات والفيزياء والكيمياء والأحياء والجغرافيا وغيرها من المواد الدراسية الأخرى حسب التخصص المرغوب.
3. في نهاية العام الدراسى تتم أمتحانات التخرج. ويتحصل الدارسين الذين ينججون في هذه الأمتحانات على شهاذة مناسبة ويترشحون لمواصلة الدراسة في المؤسسات التعليمية. هذا ويحدد مكان مثل هذه المؤسسة التعليمية والمؤسسة نفسها التي سيتعلم فيها المواطن الأجنبي المقبول للدراسة بموجب اتفاقيات ثنائية وبرامج عامة للدولة من قبل وزارة التعليم والعلوم لأوكرانيا وفقا للاتفاق مع المؤسسات التعليمية، وبالنسبة للفأت الأخرى من الأجانب - وفقا لشروط عقود تعليمهم أو وفقا لاتفاقيات كتابية مناسبة بين المؤسسات التعليمية.
4. أما الأجانب الذين فشلوا في الامتحانات ولم يبدوا في الكلية التحضيرية معارف لا بد منها لمواصلة الدراسة فأنهم يبعدون عن الدراسة ويعودون إلى وطنهم على حسابهم.
5. أن الاجانب الذين يجيدون اللغة الأوكرانية أو أية لغة أخرى من اللغات المقررة للتعليم يتم قبولهم ليتحصلوا على شهادة التعليم على أساس نتائج أختبارات كتابية في مواد التخصص الأساسية من برنامج التعليم العام المتوسط.

## الدراسة في الكليات التقنية المهنية والكليات العامة والمؤسسات التعليمية العليا
- يحدد كل من مضمون عملية التعليم والتربية في الكليات التقنية المهنية والكليات العامة والمؤسسات التعليمية العليا وشروط منح المواطن الأجنبي درجة مستحقة من المستوى وفقا للقانون المعمول به في أوكرانيا.

## دراسه الأجانب الذين يحملون شهادة التعليم المتساوى للباكلاور للمؤسسات التعليمية العليا
- يحدد كل من مضمون عملية التعليم والتربية في المؤسسات التعليمية العليا وشروط منخ درجه مستحقه للمواطنين الاجانب الذين يحملون شهادة التنصيف التعليمي المساوى لدرجة الباكلاور وفقا لمتطلبات الدولة في التعليم وتضبط بالتعليمات الخاصة بتنظيم عملية التعليم في المؤسسات التعليمية العليا المقررة بقرار وزاره التعليم لأوكرانيا رقم 161 من تاريخ 2 يونيو عام 1993.

تحضير الكوادر العلمية والتدريسية في دورات المرشحين للدكتوراه ودورات الدكتوراه
- يتم قبول الأجانب للدراسة في دورات المرشحين للدكتوراه ودورات الدكتوراه لدى المؤسسات التعليمية العليا والمؤسسات العلمية لتحضير الأطروحات الدراسية والدفاع عنها ليحصلوا على لقب المرشح للدكتوراه والدكتوراه وفقا لنتائج الحوار الأختباري.
- يتم تحديد مدة الدراسة ومحتويات الدراسة وشروط الترشح للدرجات العلمية بواسطة التعليمات الخاصة بتحضير الكوادر العلمية والتدريسية المقررة بقرار مكتب الوزراء لأوكرانيا رقم 309 من تاريخ 1 مارس عام1999.
التدريب بعد التخرج
- تستهدف دورات تدريب الأجانب بعد التخرج في المؤسسات التعليمية العليا ومؤسسات رفع الشهادات العليا إلى رفع مستواهم العلمي والتدريسي والمعارف المهنية والمهارة
ان طالب التدريب بعد التخرج الذي يصل بغرض التدريب لمدة سنه واحده يجب أن يتكلم اللغة الأكرانيه أو أية لغه أخرى من لغات التعليم أما الأشخاص الذين يأتون لأغراض التدريب لمده تزيد عن سنه واحده وهم لا يتكلمون اللغة الأكرانيه أو أية لغه أحرى من لغات التعليم فإنه تعطي لهم فرصة دراسة اللغة ضمن نفس المدة الدراسية المقرره في الدورة في اطار المؤسسة التعليمية التي تقبله للدراسة
- يتم تحديد مده الدراسة ومحتويات الدراسة وشروط منح الأجانب شهادات المستويات المناسبة ومؤسسات التدريب ما بعد التخرج وفقا للقانون المعمول به في أكرانيا
شهادات التعليم
- ان الأجانب الذين قد استملكوا التعليم ودافعوا عن مشروع الدبلوم ونجحوا في الأمتحانات الدولية وفقا لمتطلبات برنامج التدريب التعليمي والمهني يمنحون بقرار لجنة الدولة مستوى موافق (درجة تصنيف) وتعطى لهم وثيقة من النموذج العام للدولة تشهد على مستوى التعليم وفقا مكتب الوزراء لأوكرانيا رقم 1260 من تاريخ 12 نوفمبر عام 1997 حول شهادات التعليم.
- تختم شهادات التعليم بختم وزارة التعليم والعلوم لأوكرانيا أو تجعل قانونية عن طريق وزارة الخارجية لأوكرانيا.
حول تعريف الأجانب على التعليمات الخاصة بقبول الأجانب والأشخاص بدون الجنسية للدراسة في المؤسسات التعليمية العليا لأوكرانيا.
- يجب على المؤسسات التعليمية العليا ان تعرف الطلبة الأجانب على هذه التعليمات.
- يؤكد الطلبة الأجانب موافقتهم على أن يطيعوا لمتطلبات هذه التعليمات بإمضائهم كتابيا.
تأشيرة الترتيب
الدخول إلى أوكرانيا مع وجوه من الدراسات في غضون الفترة من 15 آب / أغسطس إلى 15 تشرين الثاني / نوفمبر لترتيب مدخل التأشيرات في السفارة الاوكرانيه، جامعة ستصدر النسخة الأصلية من «دعوة» إلى أن تكون مسجلة في وزارة التعليم في أوكرانيا.
المتقدمين من جهة في لجنة القبول في الجامعة:
-- الطلب إلى رئيس الجامعة الاسم—نسخة من الشهادة عن التعليم مع قائمة المواضيع دراستها والعلامات التي حصل عليها (نقاط) (ترجم إلى الإنجليزية أو الاوكرانيه، ويشهد في السفارة الاوكرانيه)
-- نسخة من شهادة الميلاد (ترجم إلى الإنجليزية أو الاوكرانيه، ويشهد في السفارة الاوكرانيه)
-- شهادة حول غياب المصابات بالايدز—شهادة طبية عن الوضع الصحي من مغادرة البلاد، واصدر في وقت متأخر لا يتجاوز 2 في الشهر قبل الدخول إلى أوكرانيا للدراسات—6 صور في صور، حجم 60x40 ملم—سياسة الطوارئ والمساعدة الطبية إلى المواطنين الاجانب